# سیندل
سیندل یا ملکه سیندل (انگلیسی: Sindel) شخصیتی ساختگی در مجموعه بازی‌های مبارزه‌ای مورتال کامبت است. نخستین حضور او در این بازی در مورتال کامبت ۳ در نقش مادر پرنسس کیتانا و همسر ناخواسته امپراتور شیطانی شائو کان بود. با وجود اینکه او به عنوان یک شخصیت مکمل در تعداد محدودی از نسخه‌های بازی حضور دارد، اما نقش کلیدی در سیر تکاملی روایت داستان این سری، به ویژه مورتال کامبت ۳ و نسخه بازراه‌اندازی شده مورتال کامبت در سال ۲۰۱۱ ایفا می‌کند.
سیندل در کنار دخترش پرنسس کیتانا، بر سرزمین ادنیا حکمرانی می‌کردند. داستان زندگی او از ۱۰۰۰۰ سال پیش آغاز می‌شود، هنگامی که پادشاهی خود را در مسابقات مورتال کامبت ده بار متوالی از دست داد و سپس توسط شائو کان، امپراتور سرزمین آوت‌ورلد غارت شد، و نتیجه آن ادغام اجتناب‌ناپذیر دو قلمرو پادشاهی شد. سیندل مجبور شد تا شاهد برده گرفته شدن مردمش، مرگ همسرش شاه جراد و همچنین دختر نوزادش کیتانا توسط شائو کان به دخترخواندهٔ او بدل شد. هضم تمامی این وقایع برای سیندل کار دشواری بود و او ترجیح داد خودکشی کند تا اینکه به ملکه همسر کان تبدیل شود. اگرچه قرن‌ها بعد شائو کان با کمک ساحری شریر به نام کوآن چی سیندل را دوباره احیاء نمود. فرایند احیاسازی سیندل موفقیت‌آمیز بود، اما عمداً او را مورد شستشوی مغزی قرار دادند تا هیچ خاطره‌ای از گذشته‌اش نداشته باشد و او ادای سوگند وفاداری کامل نسبت به شائو کان خورد.
در مورتال کمبت 11 مشخص شد که او خودکشی نکرده بلکه کوان چی او را کشته تا او را به صورت شرور و شستشوی مغزی داده شده دو باره زنده کند.